# Fuji (vulkaan)
De Fuji (Japans: 富士山, ook Fuji-san, Foedji-san of Fujiyama) is met zijn 3776 meter de hoogste berg van Japan. Het is een vulkaan op de grens tussen de prefecturen Shizuoka(静岡県) en Yamanashi op het eiland Honshu. Hij ligt 112 kilometer ten zuidwesten van de Japanse hoofdstad Tokio en is van daaruit zichtbaar bij helder weer en geringe luchtverontreiniging.
De vulkaan is uitgebarsten in de jaren 781, 800, 802, 826, 830, 864-65, 870, 932, 937, 952, 993, 999, 1017, 1032, 1083, 1427, 1511, 1560, 1627, 1700 en 1707-08. De vulkaan slaapt sinds 1709.
De top van de krater is te voet bereikbaar, maar mag alleen in juli en augustus beklommen worden. Veel Japanners maken een bedevaartstocht naar de top. Een groot deel van de bergbeklimmers plant de tocht zo dat men op tijd de top bereikt om de zon te zien opkomen. De vulkaan wordt als heilig beschouwd en speelt een grote rol in de Japanse cultuur.
Aan de voet van de berg liggen rijstakkers, het zelfdodingsbos Aokigahara en vijf meren, waarvan het Kawaguchimeer de berg weerspiegelt. Dit beeld wordt vaak in afbeeldingen van de Fuji gebruikt.
Rond de vulkaan liggen veel grotten. Sommige zijn omgebouwd tot een Shintoschrijn.
Sinds 2013 is de vulkaan opgenomen op de werelderfgoedlijst van UNESCO.
Tijdens de Olympische Spelen op 24 juli 2021 ging de wegwedstrijd van het wielrennen over de flanken van de vulkaan.
In 2024 meldde het Japanse weeragentschap van de prefectuur Yamanashi dat voor het eerst in 130 jaar, sinds het begin van hun registraties, er geen sneeuw ligt op de top van de Fuji in oktober. Doorgaans was de top bedekt met sneeuw op 2 oktober van elk jaar. In 1955 en 2016 was de top van de vulkaan bedekt met sneeuw op 26 oktober. Mogelijke oorzaken voor het uitblijven van sneeuw zijn: de ongewoon warme zomer van 2024 in het gebied rondom de vulkaan, het was de warmste zomer sinds 1898; een warme luchtstroom; en algehele klimaatverandering.

## Fotogalerij

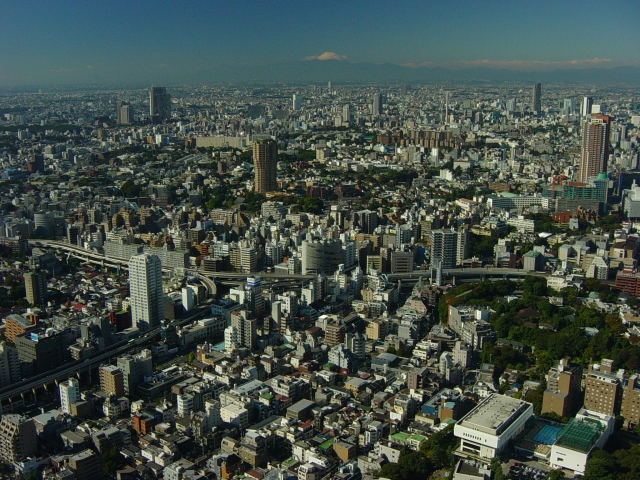
De Fuji gezien vanaf de Tokyo Tower
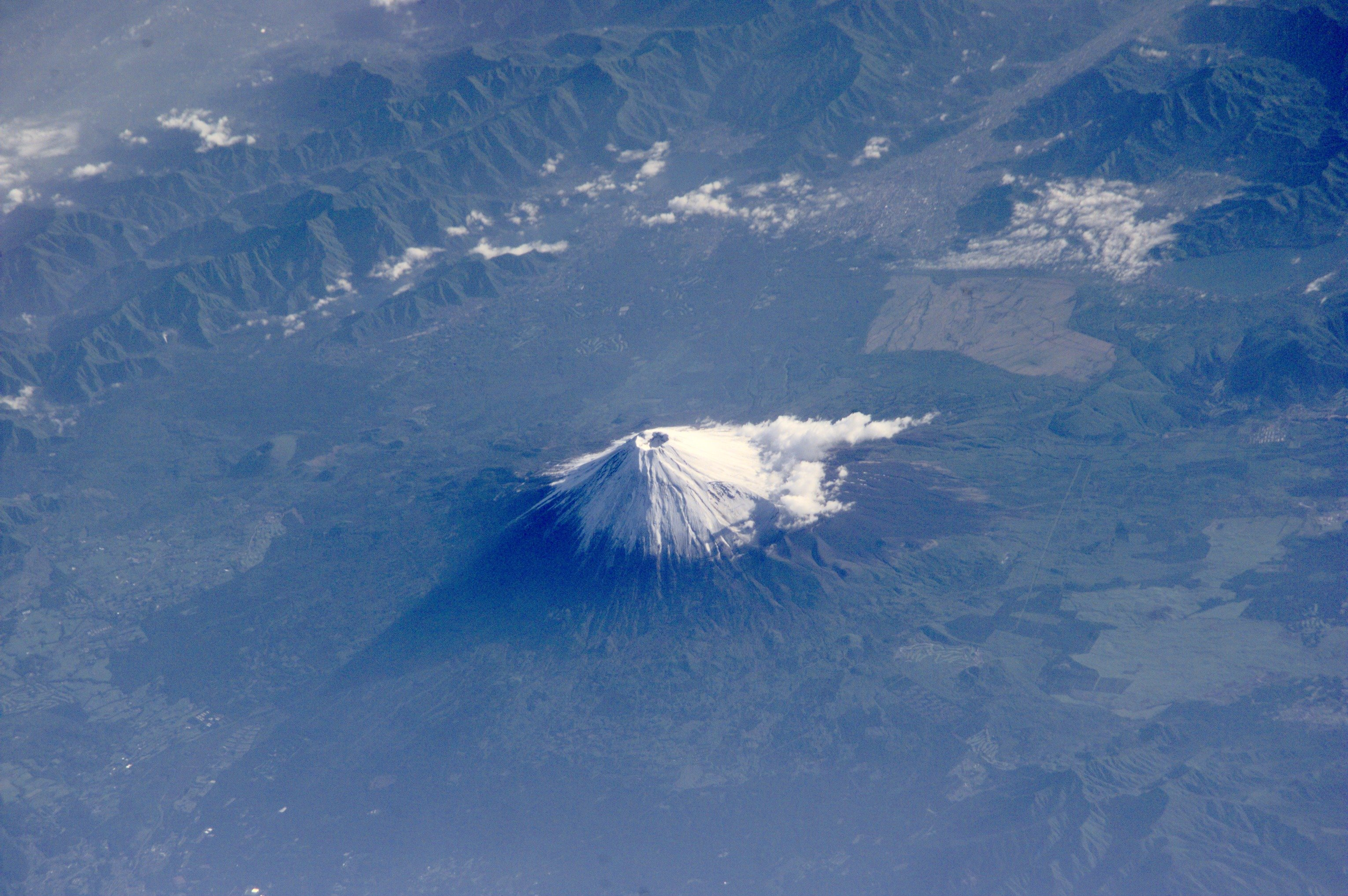
De Fuji vanuit de lucht
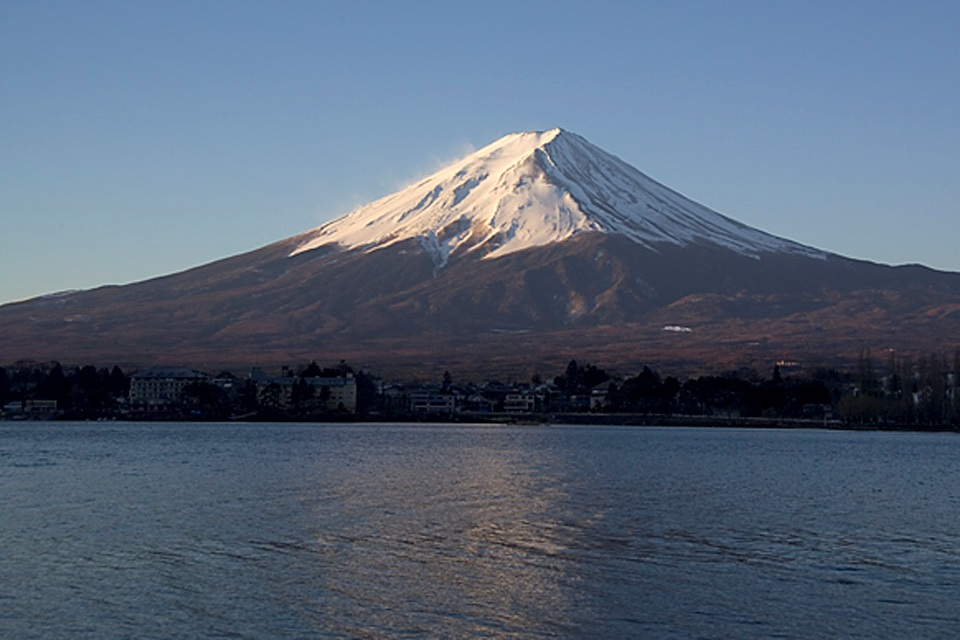
De Fuji vanaf het Kawaguchimeer
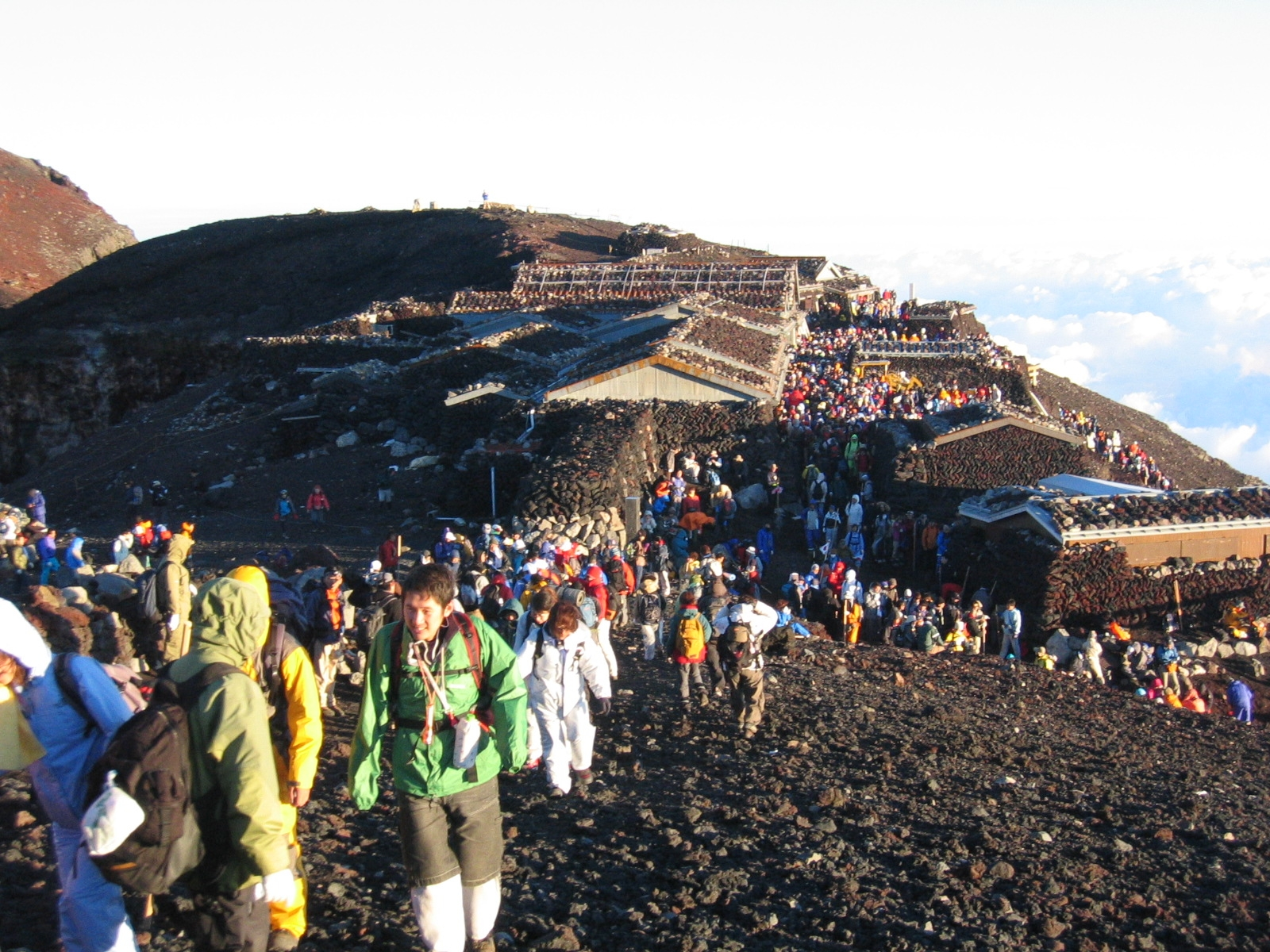
Bergbeklimmers op de top van de Fuji
De Fuji zoals gezien vanuit Tokio in Shinjuku
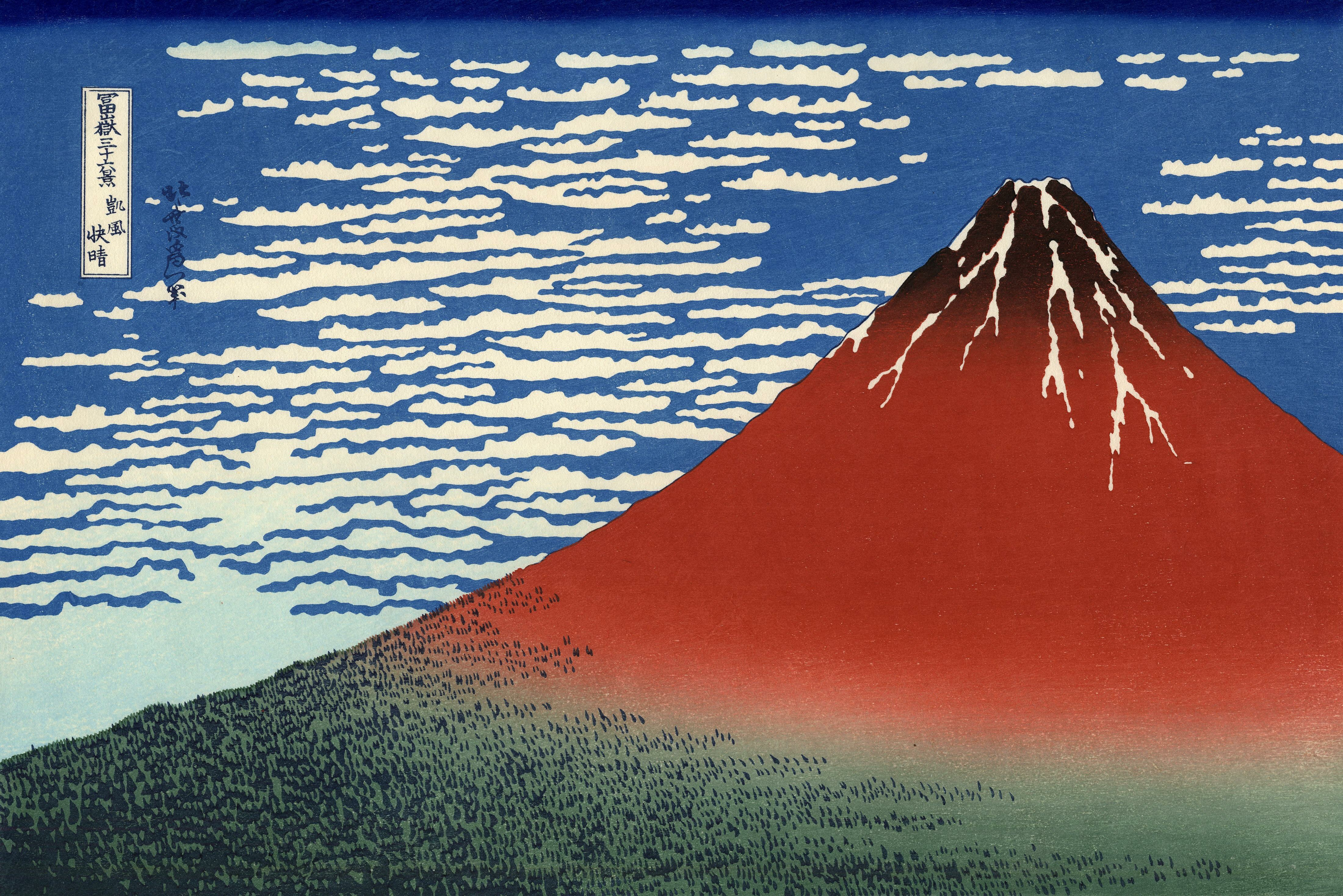
Hokusai
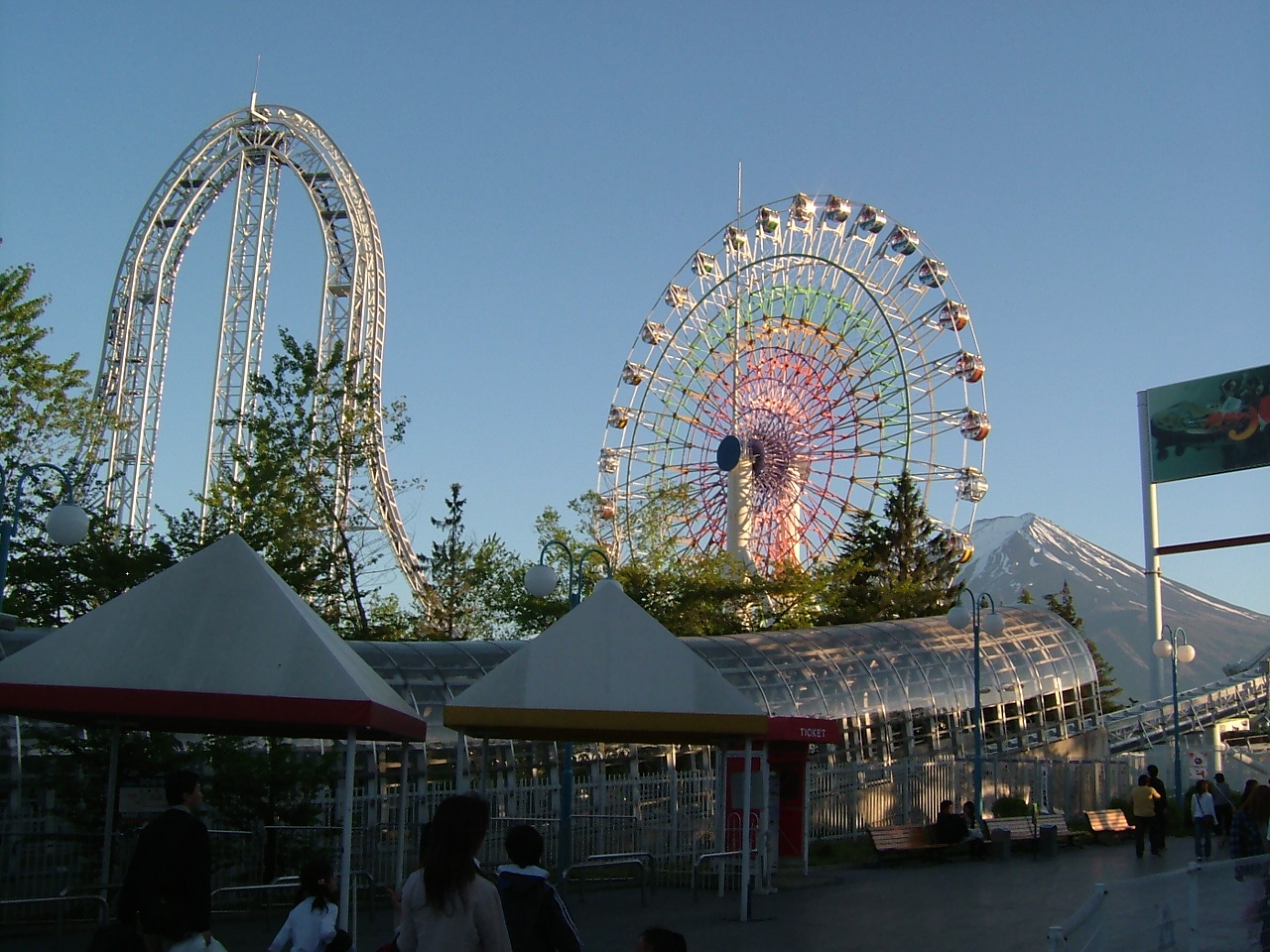
Fuji-Q Highland
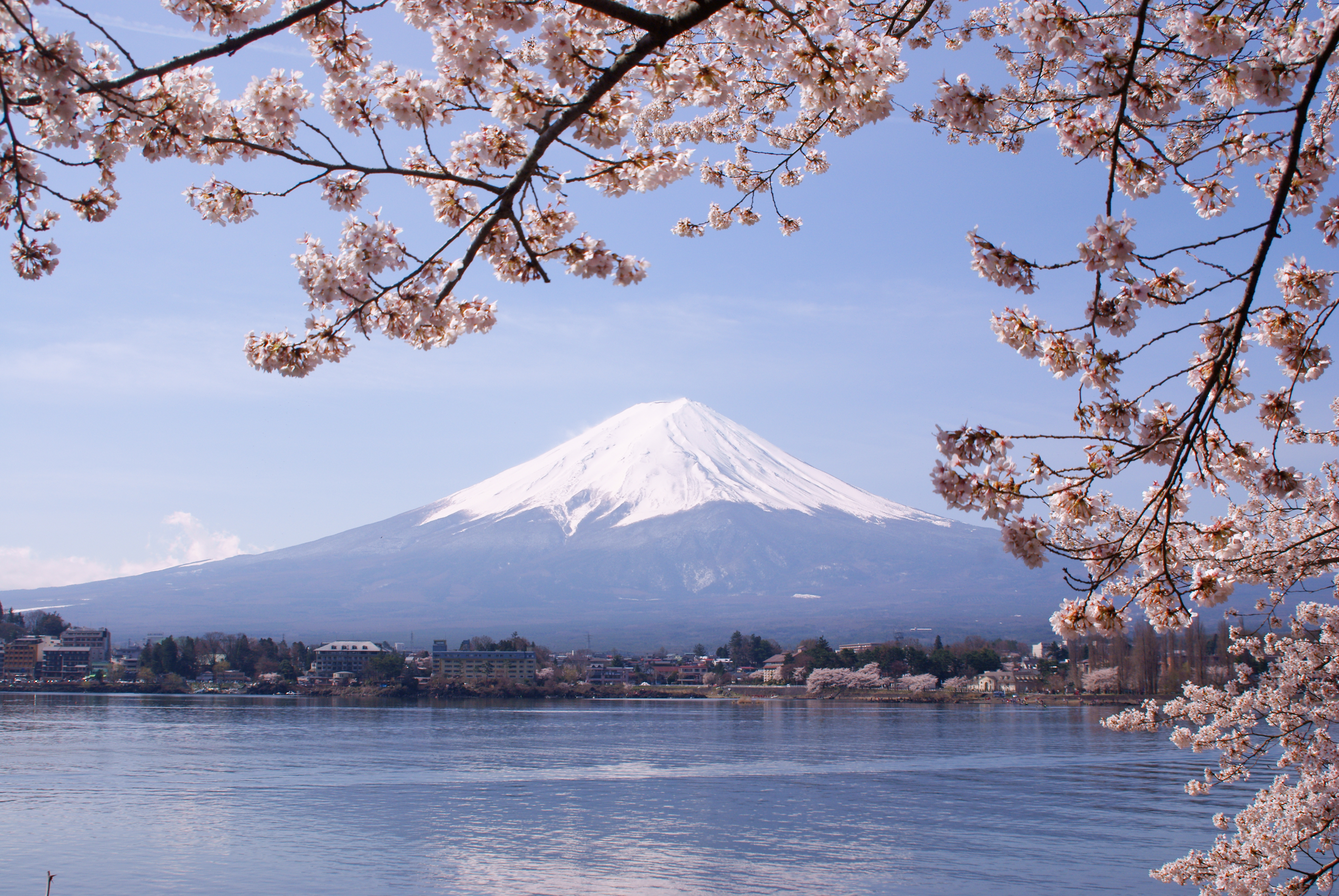
De Fuji tijdens de sakura-bloeiperiode
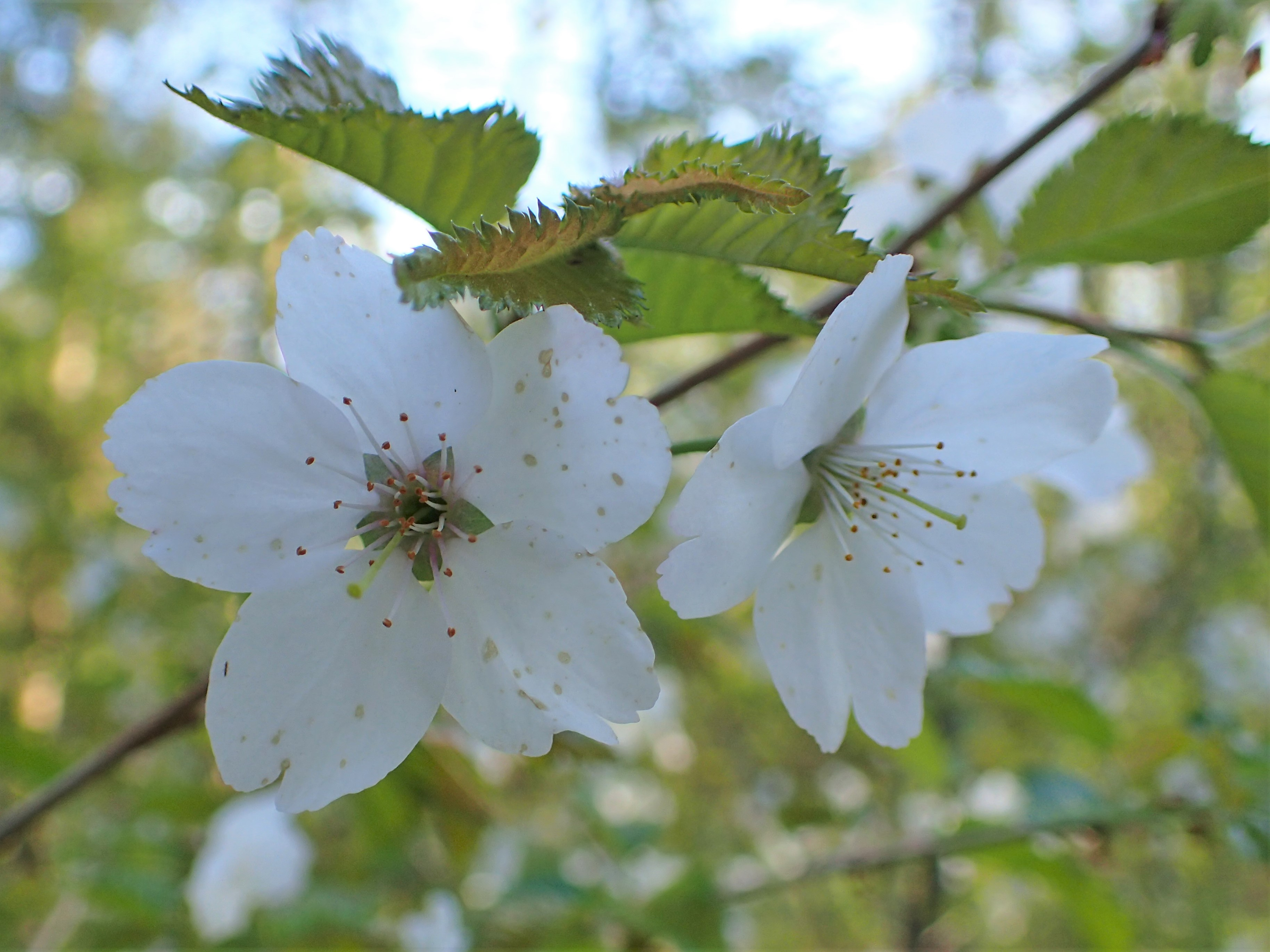
De fujikers (Prunus incisa) vernoemd naar zijn leefgebied, rondom de Fuji en Hakone.